# Plaque d'immatriculation abkhaze
Les plaques d'immatriculation abkhazes sont les plaques utilisées sur les voitures abkhazes.

## RSSA d'Abkhazie (1992 - 2006)
Pendant la période soviétique, la RSSA d'Abkhazie utilisait les mêmes codes de plaques que ceux de la RSS de Géorgie. Les plaques soviétiques de format А 1234 АИ (АИ pour l'Abkhazie) ont été réservées en 1977, bien qu'elles aient été délivrées qu'en 1992 à la suite de la séparation entre l'Abkhazie et la Géorgie.

## République d'Abkhazie (2006 - )
Depuis 2006, les plaques abkhazes possèdent le format А 123 АА｜ qui est un format similaire aux plaques d'immatriculation russes.

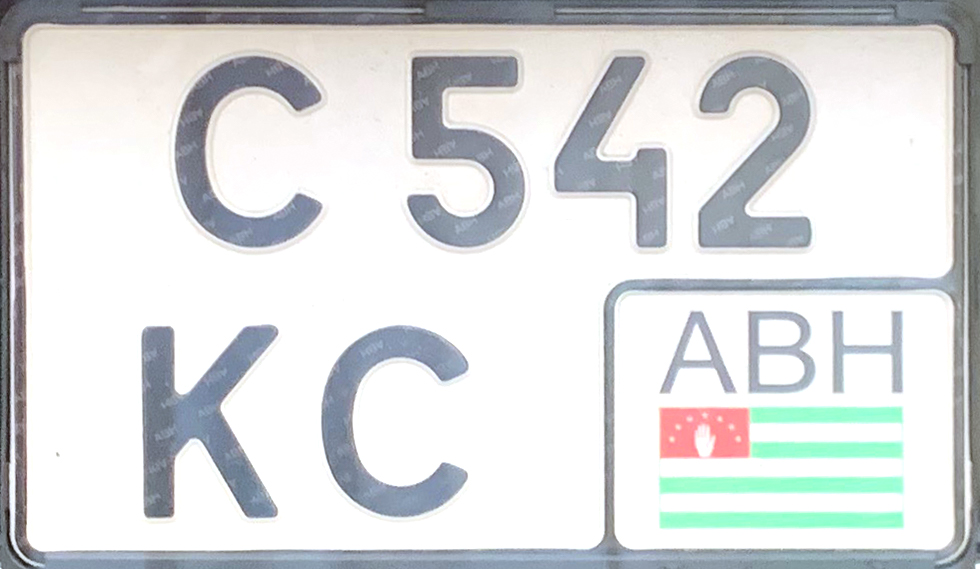
Format rectangulaire

### Autres types

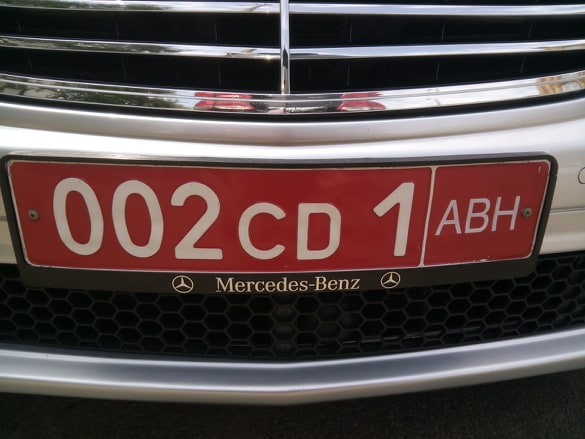
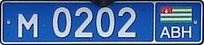
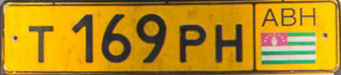

- Diplomatique : 002 CD 1｜ABH
- Police : М 1234｜
- Transit : T 123 AA｜